# Nizwa

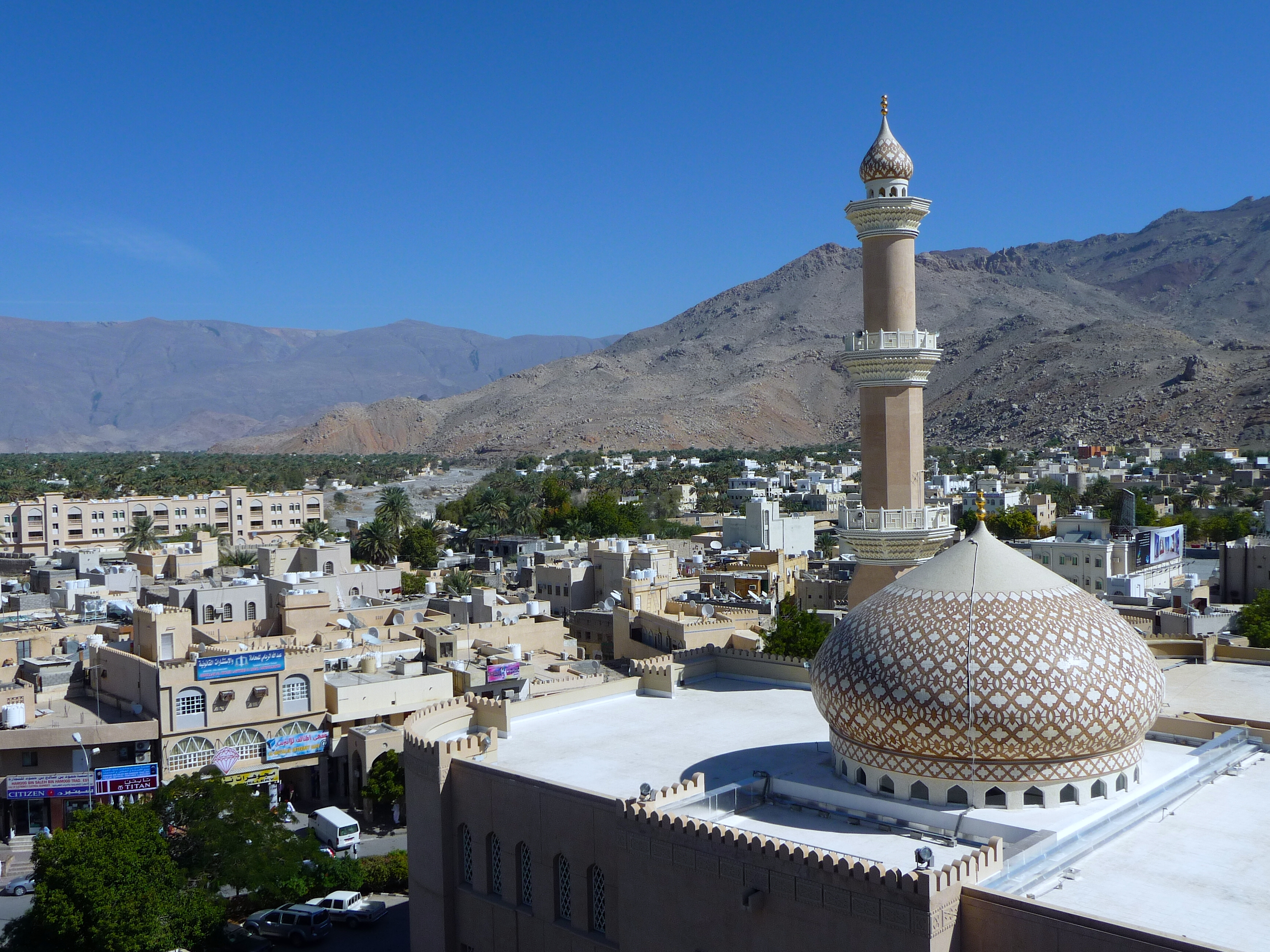
La mosquée de Nizwa vue de l'ancien fort.

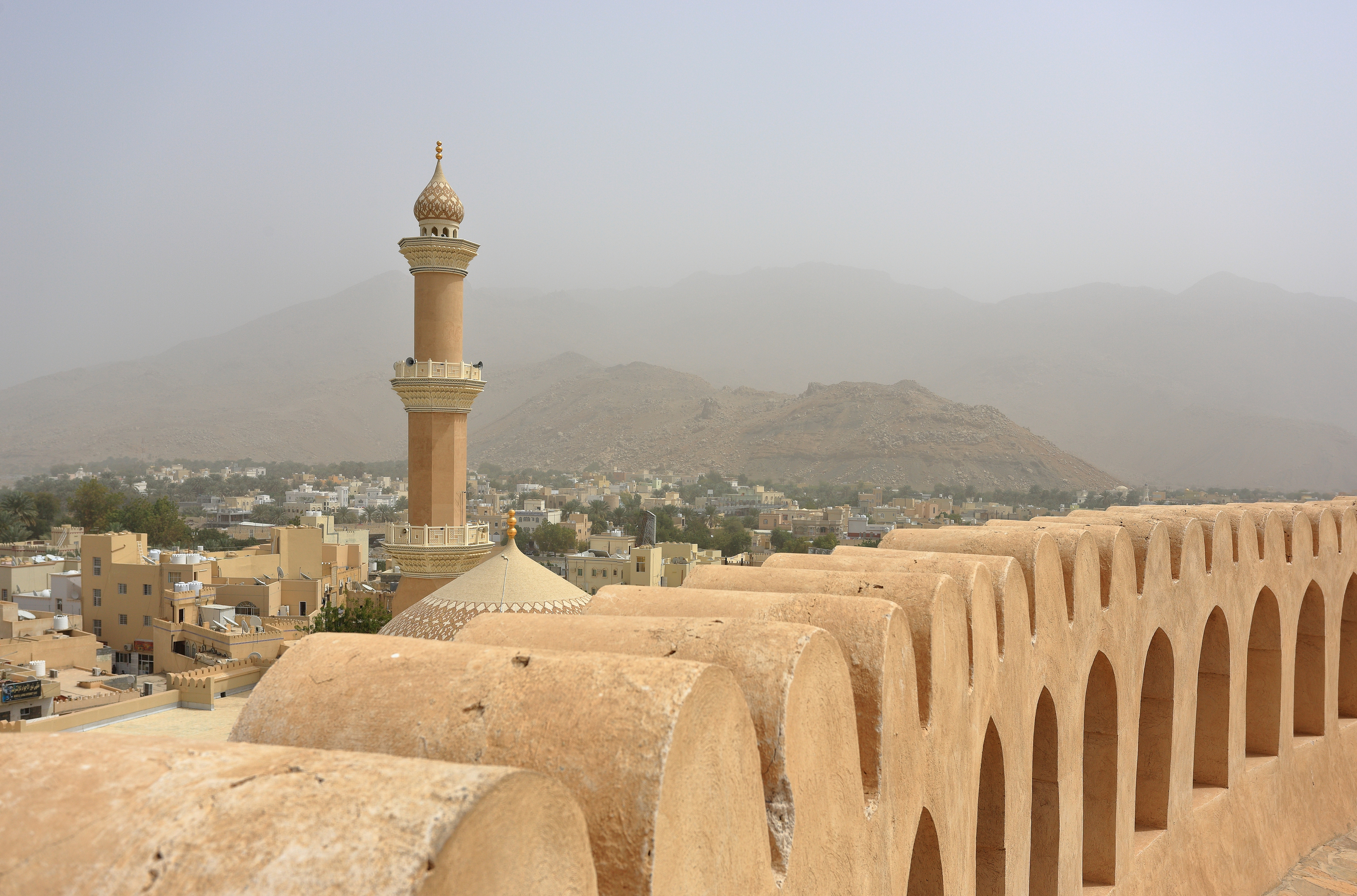
Autre vue de la mosquée de Nizwa vue de l'ancien fort.

Nizwa (ou Nazwā, en arabe : نزوى) est l'ancienne capitale du sultanat d'Oman, jusqu'à son remplacement par Mascate. Elle est située entre Mascate et Salalah, dans la région Ad-Dākhilīyah dont elle est la capitale.
La population de sa wilayat était de 731 730 habitants en 2008.
Le grand voyageur du XIVe siècle, Ibn Battuta, évoque Nizwa dans son récit de voyage Rihla, et c'est dans ce chapitre qu'il décrit les propriétés du rite Ibadite, branche de l'islam majoritaire en Oman.
La vieille mosquée du centre-ville était autrefois un centre d'étude islamique et est toujours connue de ses anciens habitants sous le nom de Jama'a. Elle a été complètement reconstruite dans les années 1990 et tâche de donner de la religion une image d'ouverture et de tolérance.
Nizwa est un centre pour la culture des dattes et leur conditionnement.
Au début des années 1950, la grande tour ronde de l'ancien fort fut bombardée par la Royal Air Force britannique qui avait été appelée pour assister le sultan régnant Saïd ibn Taimour à mater une révolte menée par des dignitaires de l'intérieur du sultanat d'Oman. Le conflit était dû à la lutte pour le partage des richesses pétrolières nouvellement découvertes. Jan Morris écrit dans Sultan à Oman à quoi ressemblait les habitants de Nizwa dans les années 1950, alors qu'il accompagnait le Sultan dans son voyage à l'intérieur de son pays. Il décrit une population affamée, rachitique et finalement enthousiaste pour le monarque.
Nizwa est devenue une ville plus moderne sous le règne du sultan Qabus ibn Said avec des routes et des réseaux de communication, un hôpital non négligeable, des écoles, l'Académie royale de la police d'Oman. Tout cela fut mis en place au cours des trente dernières années. Il y a maintenant trois bons hôtels et le tourisme est encouragé dans toute la zone.

## Tourisme
Les principales attractions touristiques dans et autour de Nizwa sont le fort de la vieille ville, Falaj (Qanat) Daris, le vieux souk où les kandjars omanais sont fabriqués et le halwa (un dessert omanais traditionnel) est vendu. À une courte distance en voiture de Nizwa, se trouve Tanuf, connu pour ses cascades saisonnières. Le djebel al Akhdar (« montagne verte »), à deux heures de voiture de Nizwa, culmine à 3 000 mètres et est fameux pour ses fruits et son eau de rose. À côté de Nizwa sont les wilayats de Al Hamra, patrie de Misfat Al-Abryeen, et de Bahla fameux pour son ancien fort et ses potiers.
Certaines mosquées sont remarquables d'un point de vue architectural et historique. La mosquée Sultan-Qabous de Nizwa peut se visiter à certains horaires par les non-musulmans, elle est grande de 80 000 m2 et attire de nombreux fidèles lors de la prière du vendredi. Sur cette mosquée, un voyageur[Qui ?] écrit : « Elle est de toute beauté, surtout à l'intérieur. Quand on entre, on est impressionné par l'unité de couleurs et de lumière. Un camaïeu d'or, si l'on peut dire, où la moquette et les murs sont éclairés par des lustres dorés. La moquette est douce aux pieds et l'atmosphère vous intime le silence ».
Les vieux quartiers abritent des mosquées plus anciennes qui présentent des caractéristiques propres à l'architecture ibadite, notamment la mosquée Shawadhna et celle de Soaal.

### À proximité
- Sumail
- Manal
- Izki
- Birkat Al Mouz
- Tanuf, Al Hoti
- Al Hamra, Misfah
- Bahla, Jabrin
- Djebel Sham, Ghul
- Djebel al Akhdar, plateau de Saiq, Wadi Bani Habib, Saiq, Al Ain, Shirayia…

### Transports
Nizwa est doté d'un aéroport (Code OACI : OONZ).

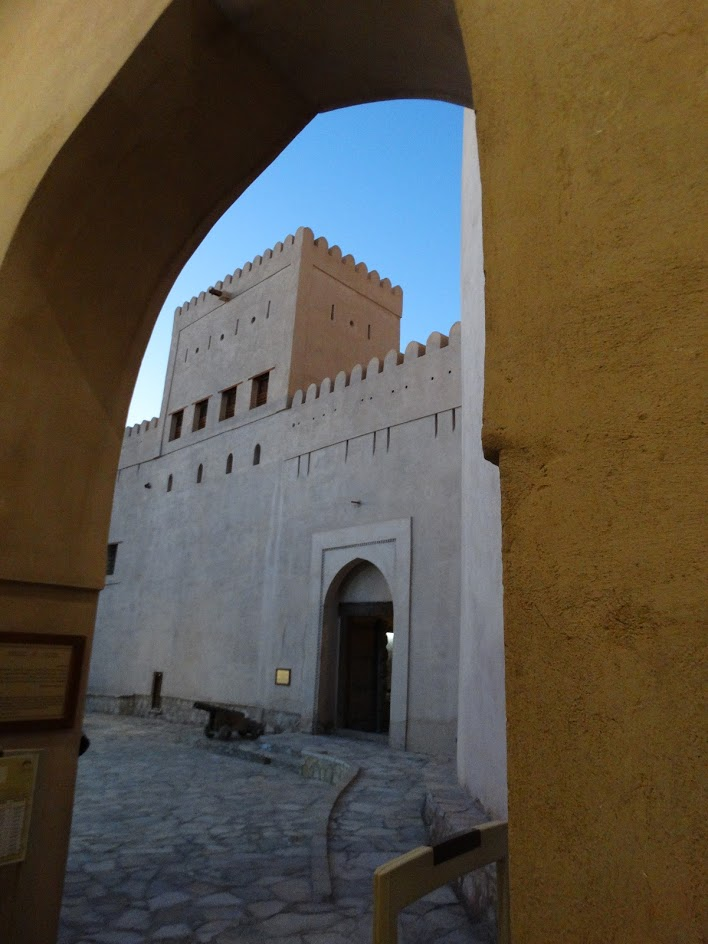
Le fort de Nizwa